# Psodopsis tristata
Psodopsis tristata är en fjärilsart som beskrevs av W. Warren 1901. Psodopsis tristata ingår i släktet Psodopsis och familjen mätare. Inga underarter finns listade.